# وردنبورگ
وردنبورگ (به لاتین: Vredenburg) یک شهرک در آفریقای جنوبی است. وردنبورگ ۱۳٫۷۵ کیلومتر مربع مساحت و ۳۸٬۳۸۲ نفر جمعیت دارد.